# Benmont Tench
Benjamin Montmorency "Benmont" Tench III (Gainesville, 7 de setembro de 1953) é um músico e cantor americano, mais conhecido como membro fundador de Tom Petty and the Heartbreakers.

## Primeiros anos
Tench nasceu em Gainesville, Flórida, sendo o segundo filho de Benjamin Montmorency Tench Jr. e Mary Catherine McInnis Tench. Seu pai nasceu e foi criado em Gainesville e atuou como juiz do tribunal de circuito.
Tench tocou piano desde tenra idade. Seu primeiro recital foi aos seis anos. Depois de descobrir a música dos Beatles, ele terminou suas aulas de piano clássico e se concentrou no rock and roll. Aos 11 anos, ele conheceu Tom Petty em uma loja de música em Gainesville. Petty e Tench tocaram juntos como membros do The Sundowners em 1964. A garagem da família Tench era um local de prática frequente para a banda à noite, quando o pai de Tench não estava presente. A mãe de Tench gostava de ter os meninos lá, mas conversava com os vizinhos para garantir que a música não os estivesse perturbando.

## Educação
Frequentou a Phillips Exeter Academy e, posteriormente, a Tulane University, em Nova Orleans. Durante uma pausa na faculdade, Tench foi a um show da Mudcrutch, banda de Petty, que abriu o show da banda da cidade vizinha de Jacksonville, da banda Lynyrd Skynyrd. Depois, ele se sentou com a banda em várias sessões diferentes, e reornou para a escola. Logo depois, Petty ligou para Tench e pediu que ele deixasse a escola e se juntasse a Mudcrutch em tempo integral, o que, após longa deliberação, Tench concordou; mas antes de deixar a escola, Petty teve que convencer o pai de Tench que seu filho tinha uma carreira musical promissora.

## Carreira musical
Mudcrutch acabou evoluindo para Tom Petty and the Heartbreakers.
Além de tocar piano e órgão de Hammond com os Heartbreakers, Tench também é conhecido como músico especializado em sessões, tendo gravado com dezenas de artistas notáveis.

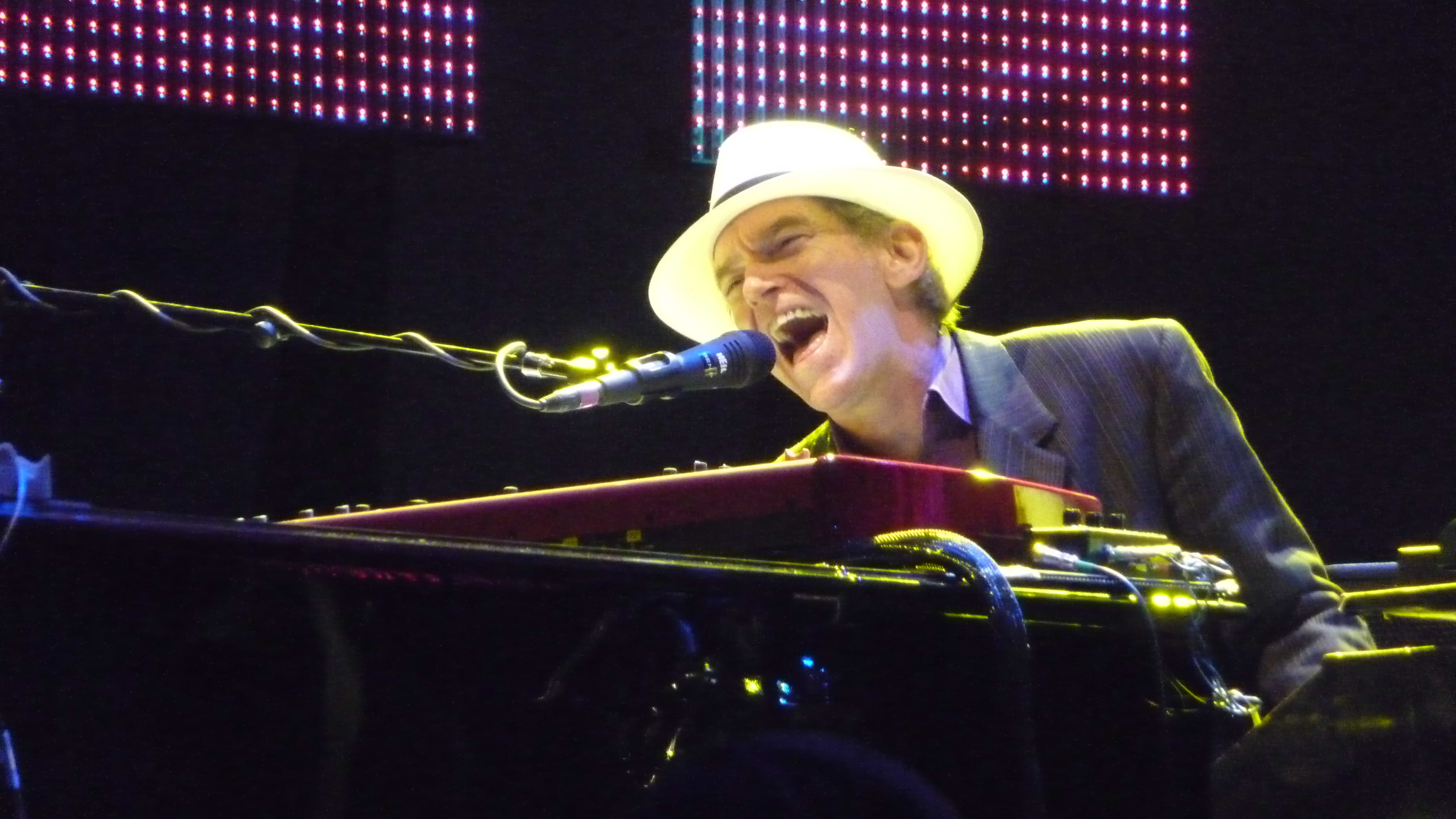
Hollywood Bowl, 1 de outubro de 2010.

As músicas escritas por Tench e gravadas por outros artistas incluem "You Little Thief", um dos cinco principais sucessos do Reino Unido e da Austrália por Feargal Sharkey em 1985 e "Never Be You" (co-escrito com Petty), que se tornou o hit número 1 nos EUA, fazendo sucesso com Rosanne Cash, também em 1985. Tench recebeu dois prêmios de composição ASCAP: em 1995 por "Stay Forever" (realizado por Hal Ketchum ) e em 2001 por "Unbreakable Heart" (realizado por Jessica Andrews). Essa canção também foi gravada por Carlene Carter no início dos anos 90. Ele também escreveu músicas para Kimmie Rhodes ("Play Me A Memory") e Lone Justice ("Sweet, Sweet Baby (I'm Falling)").

## Outras bandas e carreira solo
Em 2008, Tench se tornou parte de um supergrupo, inicialmente chamado The Scrolls, agora oficialmente conhecido como Works Progress Administration (WPA). A banda é composta por Tench, Sean Watkins (guitarra), Sara Watkins (violino), Glen Phillips (guitarra, vocais), Luke Bulla (violino), Greg Leisz (vários), Pete Thomas (bateria) e Davey Faragher (baixo) ) O grupo lançou um álbum auto-intitulado em setembro de 2009. Tench escreveu uma das músicas do álbum, chamada "The Price", cantada por Sara Watkins e ele próprio.
Tench trabalhou extensivamente com outros músicos, tocando teclados em centenas de músicas em álbuns como Bella Donna, de Stevie Nicks, Shot of Love, de Bob Dylan, além de outros grandes nomes musicais, como Johnny Cash, Alanis Morissette, Eurythmics, Fiona Apple, U2, entre muitos mais.
Em 2009, Tench apareceu frequentemente com o Watkins Family Hour no Largo, no Coronet, em Los Angeles. Ele também apareceu no Largo e no Fillmore, em São Francisco, como convidado especial de Gillian Welch e David Rawlings, e acompanhou a Dave Rawlings Machine em parte de sua turnê pela costa oeste na primavera de 2010. Em 2015, o Watkins Family Hour lançou seu primeiro álbum e saiu em turnê nacional.
Em 2014, Tench lançou seu primeiro álbum solo, intitulado You Should Be So Lucky. Tench também adicionou partes do teclado ao álbum de 24 Karat Gold: Songs from the Vault de Stevie Nicks.
Em 2016, ele fez o tributo ao Fleetwood Mac no Fonda Theatre, em Los Angeles; ele tocou a música "Silver Springs" com Courtney Love. Tench também aparece no projeto de lei em homenagem à banda Big Star, que aconteceu em Los Angeles, Califórnia, em abril de 2016 (junto com membros do REM, Wilco e Semisonic). Tench também se reuniu com Mudcrutch para gravar o segundo álbum da banda, Mudcrutch 2. A banda embarcou em sua turnê americana em 26 de maio de 2016.
Em março de 2019, Tench fez três shows com Phil Lesh &amp; Friends no Capitol Theatre em Port Chester, Nova York.

## Vida pessoal
Em 1991, Tench casou-se com a modelo canadense Courtney Taylor. Eles se divorciaram no final de 1999. Em 2015, Tench se casou com sua segunda esposa, a autora Alice Carbone Tench. Do casamento, nasceu Catherine Gabriella Winter, em 16 de dezembro de 2017.